# Carlo Scarascia-Mugnozza
Carlo Scarascia-Mugnozza (19 de abril de 1920 - 13 de maio de 2004) foi um político democrata-cristão italiano. Foi membro da Câmara dos Deputados italiana de 1953 a 1973.
Serviu como Comissário Europeu de 1972 a 1977, como Comissário para a Agricultura na Comissão Mansholt e, em seguida, como Comissário para Assuntos Parlamentares, Política Ambiental e Transporte na Comissão Ortoli.